# 馬漢山
85°32′S 140°4′W / 85.533°S 140.067°W
馬漢山（英語：Mount Mahan）是南極洲的山峰，位於瑪麗伯德地，處於菲德勒山以東6公里，屬於本德山的一部分，海拔高度1,260米，美國地質調查局根據測量和美國海軍拍攝的空中照片繪入地圖，現時由南極條約體系管理。